# Pépéromie de Bourbon
Peperomia borbonensis
Espèce
La pépéromie de Bourbon (Peperomia borbonensis) est une espèce de plantes à fleurs de la famille des pipéracées. Elle est endémique de l'île de La Réunion, département d'outre-mer français dans le sud-ouest de l'océan Indien.